# Lübeck-Buntekuh
Buntekuh ist einer der äußeren Stadtteile Lübecks, südwestlich vor dem Holstentor gelegen.

## Lage
Der Stadtteil wird begrenzt durch die Bundesautobahn 1 im Nordwesten, die Trave im Süden und die Bahnlinie nach Hamburg im Osten. Im Stadtteil liegen westlich des Padelügger Weges das Gewerbegebiet Herrenholz und östlich des Paddelügger Weges das Gewerbegebiet Padelügge-/Grapengießerstraße. Der Stadtteil wird von den Stadtteilen St. Lorenz Süd, St. Lorenz Nord und dem südlichen Stadtteil Moisling umschlossen. Zum Stadtteil gehören auch der Stadtforst Herrenholz und das Wäldchen Lustholz.

## Name
Der Name geht zurück auf ein Gehöft, das, 1680 von dem Stammgut Neuhof abgetrennt, nachweislich schon 1803 unter der Bezeichnung Buntekuh bekannt war. Für die volkstümliche Annahme, der Name habe etwas mit einem Segler der Hanse (vgl. „Bunte Kuh“) oder einem Niederländer Bontekoe zu tun, gibt es keinerlei Beleg.

## Geschichte
An der damals noch zu Moisling gehörenden Heimstättenstraße errichtete die 1910 gegründete Heimstätten Lübeck GmbH auf Anregung des Senators Georg Kalkbrenner nach Plänen des Stadtbauinspektors Carl Mühlenpfordt  zwischen 1910 und 1914 eine erste Siedlung mit 62 Einfamilienhäusern als Eigenheime für „Minderbemittelte“.
Hinter der Ziegelei befand sich in der Zeit des Nationalsozialismus ein Lager für ausländische Zwangsarbeiter. Bis in die 1960er Jahre wurde hier Landwirtschaft betrieben. 

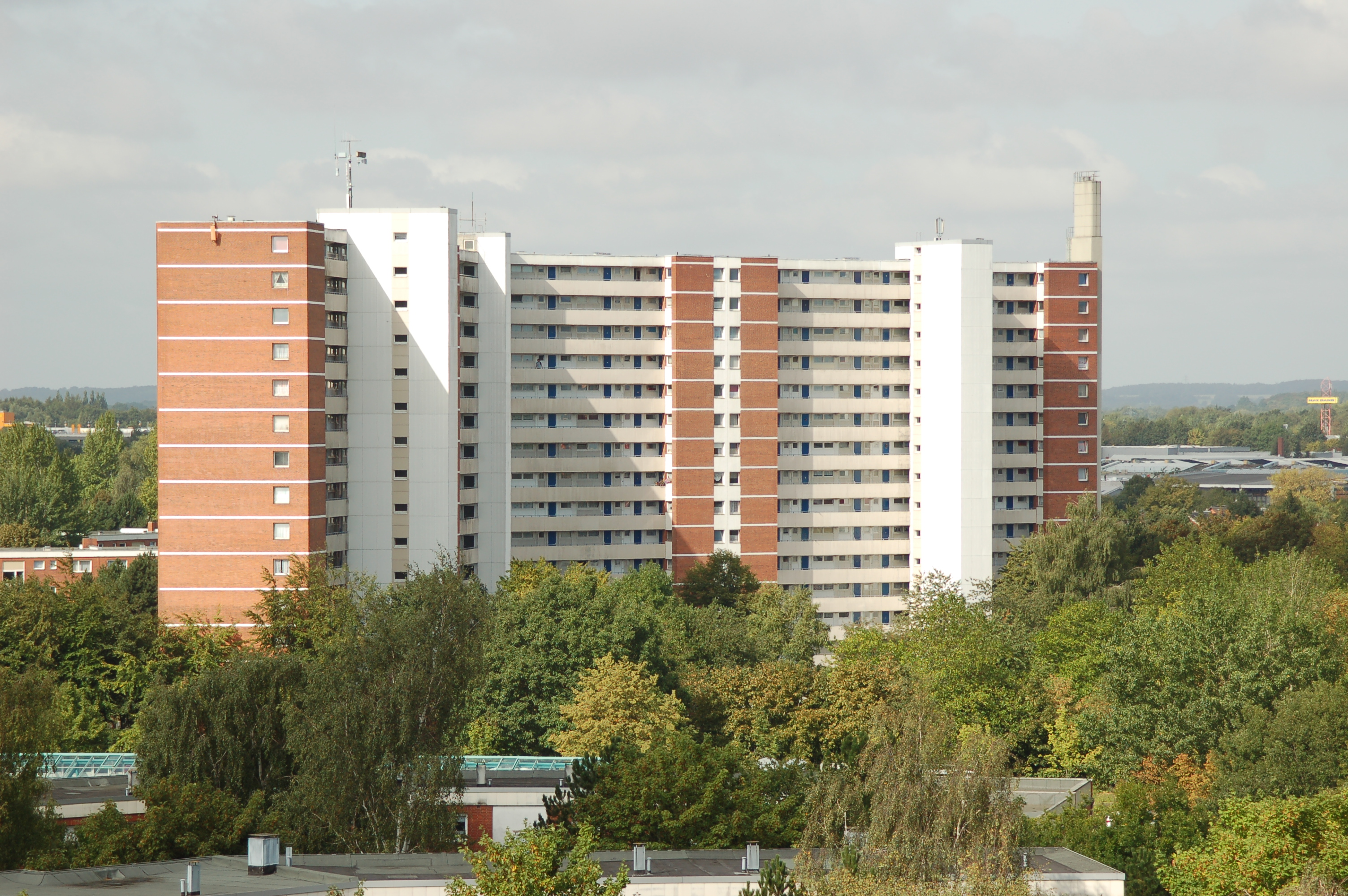
Karavellen-Hochhaus im Jahr 2009

Einen zweiten Entwicklungsschub erhielt die Siedlung in den 1960er und 1970er Jahren, in denen die Bevölkerung von rund 2.300 Einwohnern auf gut 13.000 wuchs. Mit dem Bau der Siedlung Buntekuh durch die Neue Heimat wurde ein modernes städtebauliches Konzept mit großer Konsequenz umgesetzt. Das planerische Ideal folgte deutlich der „Charta von Athen“, aber bezogen auf den Stadtteil (und nicht die Stadt insgesamt). In einer „gegliederten und aufgelockerten Stadt“ mit „Licht, Luft und Sonne“ wurde eine „funktionelle Zonenteilung“ angestrebt, das heißt, dass den vier Grundfunktionen der Stadt (Wohnen, Arbeiten, sich erholen, sich bewegen) je einzelne Zonen zugeordnet werden. Im Zentrum des Stadtteils wurden kulturelle Einrichtungen (Schule und Kirche) und Möglichkeiten zum Einkaufen (Einkaufszentrum Buntekuh) geschaffen. Um das Zentrum herum, deutlich getrennt und frei von Gewerbe oder Erholungsmöglichkeiten die Zone des Wohnens. Unterschiedliche Gebäudetypen (eingeschossige Kettenhäuser, zweigeschossige Reihenhäuser, viergeschossige Zeilenbauten und Wohnhochhäuser) sollten Wohnraum für unterschiedliche Bedürfnisse und Möglichkeiten bieten. Die übliche Zeilenbebauung wurde insofern modifiziert, als die viergeschossigen Zeilenbauten geschwungen („zackig“) gebaut wurden. Sechs Wohnhochhäuser, unter anderem am Pinassenweg (9 Stockwerke) 1970 an den Eingängen und im Zentrum der Siedlung (Karavellenstraße; 14 Stockwerke) sollten an exponierten Stellen städtebauliche Dominanten setzen. Am Rand des Stadtteils und ebenfalls deutlich voneinander getrennt, Zonen des Gewerbes (Gewerbegebiete Herrenholz und Paddelügger Weg) und der Erholung (Sportstätten). Die einzelnen Funktionsgebiete wurden durch weitläufige Grüngürtel gegliedert und durch großzügige Verkehrsachsen verbunden. Breite Straßen und eine Vielzahl von privaten Stellplätzen folgten dem Ideal der autogerechten Stadt. Auch ein teilweise gesondertes und straßenunabhängig geführtes Fuß- und Radwegenetz folgt den Forderungen der Charta.
Die Konzeption, die durch ihren Gestaltungswillen und die aufgewendete Kraft zur Lösung sozialer Probleme durchaus beeindruckt, ist wie an vielen vergleichbaren Stellen in Westdeutschland letztlich gescheitert oder bedarf wenigstens erheblicher Korrektur. Sie bietet individueller Gestaltung zu wenig Spielraum und macht in strenger Funktionalität zu wenig Sinnangebote. Wo die individuelle Gestaltung möglich ist, zum Beispiel bei den Haustüren und -fassaden von Reihenhäusern, wirkt sie in dem von der Konzeption gebotenen Rahmen schnell grotesk und deplatziert. Gemeinschaftseinrichtungen und -flächen verbinden so große Gruppen, dass individuelle Verantwortung (selbst für marmorverkleidete Treppenhäuser im Hudekamp) nicht empfunden wird und auch kaum möglich ist. Die Defizite haben eine Abwärtsspirale in Gang gesetzt, in deren Ergebnis sich in der zuerst hochgelobten Siedlung spätestens in den 1980er Jahren soziale Brennpunkte der Stadt (Pinassenweg) mit hoher Arbeitslosigkeit, hohem Ausländeranteil (in den Hochhäusern bis zu 60 %) und Kriminalität entwickelten.
Seit dem Verkauf der Neuen Heimat, der ursprünglich der größte Teil der Siedlung gehörte, hat sich die Eigentümerstruktur diversifiziert. 25 % der Wohnungen stehen im Einzeleigentum, die restlichen 75 % gehören 10 Eigentümern. Die städtische Grundstücks-Gesellschaft Trave übernahm die beiden Hochhäuser an der Karavellenstraße und am Pinassenweg nur widerwillig.
In den Brennpunkten verengen hohe Leerstände (bis zu 20 %), der Sanierungsaufwand für die inzwischen gealterten Gebäude und zur Beseitigung von Schäden aus Sachbeschädigungen die wirtschaftlichen Möglichkeiten zur Lösung der Probleme aus eigener Kraft. Ab Mitte der 1990er Jahre haben deshalb Stadt und Possehl-Stiftung, Land und Bund erhebliche Mittel in die Sanierung des Gebietes investiert und Teilerfolge erzielt, die sich nicht auf den Abriss des Hochhauses am Pinassenweg 2005 beschränken und die mehr Aufmerksamkeit verdienen.
Ähnliches gilt für den kleineren Gebäudekomplex am Hudekamp (4 Hochhäuser mit bis zu 16 Stockwerken), die 1973 unmittelbar neben der Heimstätten-Siedlung entstanden.
Das Wohngebiet Buntekuh wurde 2006 in das Förderprogramm Soziale Stadt aufgenommen.

## Bevölkerung
Ende Dezember 2020 hatten 2191 Einwohner keinen deutschen Pass; dies entspricht einem Anteil von 19,7 % der Bevölkerung. 5316 Einwohner (47,7 %) hatten einen Migrationshintergrund.

## Wirtschaft und Verkehr

### Wirtschaft

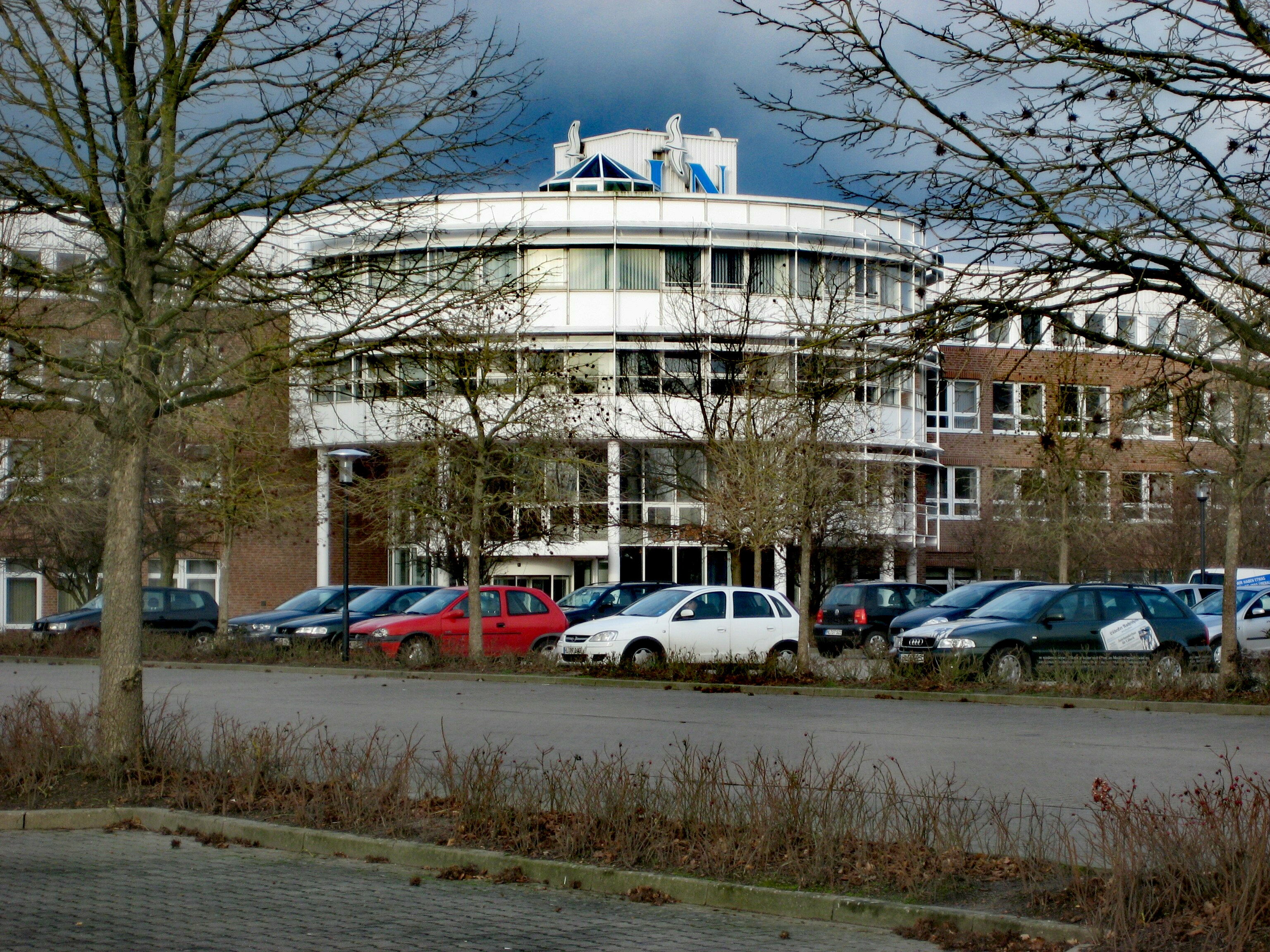
Verlagsgebäude der Lübecker Nachrichten

Am Gewerbegebiet Herrenholz kristallisieren in Lübeck die bundesweiten Auseinandersetzungen um städtebauliche Konzepte und zwischen den Einzelhändlern des Innenstadtzentrums und den Gewerbetreibenden des Gebiets. Herrenholz ist Lübecks „grüne Wiese“, deren Einkaufszentren dem Zentrum einerseits Kaufkraft und gewerbliche Mieter entziehen, die andererseits aber auch Einkaufsmöglichkeiten und erschwingliche Gewerbeflächen in hinreichender Größe und verkehrsgerechter Anbindung in Lübeck und nicht etwa im benachbarten Reinfeld bietet. Die Stadt hat den Konflikt durch ein so genanntes „Einzelhandelskonzept“ zu lösen versucht, das sich insbesondere im Bebauungsplan niederschlägt und die Ansiedlung von so genanntem „zentrenrelevanten Einzelhandel“ im Gewerbegebiet verbietet. Als größter Supermarkt Skandinaviens in günstiger Autobahnlage an der Hauptverkehrsachse nach Nordeuropa (Vogelfluglinie und Skandinavienkai) trägt das Einkaufszentrum in Herrenholz jedoch auf Grund veränderter Einkaufsgewohnheiten gemeinsam mit dem 2014 eröffneten Einkaufszentrum in Dänischburg maßgeblich dazu bei, überregionale Kaufkraft an die Stadt Lübeck zu binden.
Mitte der 1980er Jahre errichteten die Lübecker Nachrichten am Herrenholz ein neues Druckhaus, das 1986 fertiggestellt war. In einem zweiten Bauabschnitt wurde ab 1989 ein Verwaltungsgebäude errichtet, das 1991 bezogen wurde. Darin befindet sich auch die Redaktion mit Ausnahme der Lokalredaktionen. Damit verlegte der Verlag seinen Sitz von der Königstraße auf der Altstadtinsel nach Buntekuh.

### Bus
In Buntekuh verkehren sieben Buslinien der Stadtverkehr Lübeck, und zwar die Linien 5, 6, 11, 12, 16, 21 und 26. Fünf Linien fahren zum Verkehrsknotenpunkt Buntekuh (Linien 6, 11, 16, 21 und 26), drei zum Einkaufszentrum Buntekuh (6, 16, 26), vier zum REWE Center ((ehemals PLAZA Center)) (6, 12, 16, 21) und ebenfalls drei zum Citti-Park (12, 26, 21) und die Linie 5 südlich des Stadtteils von Moisling über die Moislinger Allee Richtung Innenstadt. Des Weiteren verbindet die Linie 8130 der Autokraft Buntekuh mit der Kleinstadt Reinfeld. Zeitgleich verbinden die Linien 5, 11 und 12 Buntekuh mit dem Bahnhaltepunkt Moisling und ermöglichen so einen direkten Zugang zum Bahnverkehr zwischen Hamburg und Lübeck.

### Straßen
Buntekuh ist über die Bundesautobahn 1 erreichbar.

## Bauwerke
- Herrenhaus des Gut Padelügge der Parcham’schen Stiftung

## Schulen
- Schule am Koggenweg (Grundschule), Koggenweg
- Baltic-Schule (Grund- und Gemeinschaftsschule mit gymnasialer Oberstufe), Karavellenstraße
- Ehemalige Schule: Otto-Passarge-Schule, Briggstraße (Zusammenlegung mit der Baltic-Schule 2014)

## Kirchen
- evangelisch-lutherisch
  - Bugenhagenkirche, Karavellenstraße
- evangelische Freikirche
  - Arche Lübeck, Rademacherstraße

## Stadtgrün, Forsten und Naturschutz
Am westlichen Rand des Forstgebietes Herrenholz sind gut erhaltene Reste des mittelalterlichen Landgrabens der Stadt zu finden. Im Süden des Forstgebietes liegen weitere Grünflächen und ein Wäldchen mit Teich, das Lustholz heißt.